# مارلين (آبلة)
بلدية مارلين (بالإسبانية: Marlín) هي بلدية تقع في مقاطعة آبلة التابعة لمنطقة قشتالة وليون وسط إسبانيا.

## الديموغرافيا
بلغ عدد سكان بلدية مارلين 38 نسمة عام 2011 (وفقاً للمعهد الوطني للإحصاء الإسباني).
| 53 | 48 | 41 | 40 | 44 | 40 | 38 |